# Ansaar International
Ansaar International war ein deutscher Verein, der angab, als Hilfsorganisation Menschen in Syrien, Somalia, Palästina und Afghanistan zu unterstützen. Er stand im Verdacht, zur Finanzierung der palästinensischen Terrororganisation Hamas und islamistischer Gruppen im syrischen Bürgerkrieg zu dienen. Das deutsche Bundesinnenministerium verbot die Organisation und deren Teilorganisationen deswegen am 5. Mai 2021. Die Vereinsführung bestritt eine Terrorfinanzierung des Vereins und reichte Klage gegen die Verbotsverfügung ein. Das Bundesverwaltungsgericht wies die Klage in seinem Urteil vom 21. August 2023 jedoch ab. Das Verbot ist damit rechtskräftig.

## Organisation
Die Organisation wurde im Jahr 2012 unter dem Namen Ansaar Düsseldorf e. V. ins Vereinsregister eingetragen. Zwei Jahre darauf erfolgte die Namensänderung zu Ansaar International e. V.. Ihren Sitz hatte die Organisation in Düsseldorf. Der deutsche Staatsbürger Abdurahman Kaiser, eigentlich Joel Kayser, gründete den Verein und blieb bis zu dessen Verbot der Vorsitzende. Vor seinem Übertritt zum Islam veröffentlichte Kaiser Musik unter dem Künstlernamen Joel K. und war Teil der Düsseldorfer Rapgruppe BTM Squad. Der Name seiner Organisation geht auf den arabischen Begriff Ansār zurück (أنصار / anṣār) und bedeutet „Helfer“.
Ansaar International sammelte in Deutschland, schwerpunktmäßig in der islamischen Gemeinschaft, Geld und Sachspenden. Der Verein hatte bundesweit Ansaar International Teams genannte Gliederungen, die im Namen des Vereins Spenden sammeln, Werbeaktionen durchführen und im Internet mit eigenen Facebook-Auftritten für sich werben. Mitglieder traten regelmäßig an Informationsständen zum Islam und bei Aktionen zur Verteilung des Korans in Erscheinung. 2014 sammelte der Verein allein für die Krisenregionen Gaza, Syrien und Somalia über 1,3 Millionen Euro.
Der Verein besaß zeitweise Gemeinnützigkeitsstatus. Dieser wurde ihm jedoch wieder aberkannt.
Mediale Beachtung bekam Ansaar International wegen der Unterstützung durch Prominente, wie durch den Rapper Farid Bang im September 2014 und den Fußballspieler Änis Ben-Hatira im Januar 2017.

## Kritik und Verbot
Wegen Verflechtungen mit der radikal-islamistischen Szene wurde Ansaar International unter anderem vom Verfassungsschutz Nordrhein-Westfalen beobachtet. Gegen die Nennung im Verfassungsschutzbericht des Landes klagte die Organisation erfolglos: Das Verwaltungsgericht Düsseldorf wies die Klage im Oktober 2019 zurück, weil es hinreichende Anhaltspunkte für eine Identifikation mit salafistischer Ideologie und verfassungsfeindliche Bestrebungen gebe. Nach Angaben des Bayerischen Landesamtes für Verfassungsschutz lagen Hinweise vor, dass der Verein terroristische Kräfte in Syrien unterstützt. Dabei ging es teilweise nur vordergründig um das Spendensammeln. Dahinter habe die wahre Absicht gelegen, Salafisten deutschlandweit miteinander zu vernetzen. Der bayerische Verfassungsschutz bezeichnete die „vermeintlich rein humanitären Hilfsaktivitäten“ von Vereinen wie Ansaar International daher als potenzielle Bedrohung für die verfassungsmäßige Ordnung. Die Washington Post zitierte noch Anfang 2017 hochrangige deutsche Geheimdienstmitarbeiter, der Verein sei dem extremistischen Spektrum zuzurechnen und unterhalte in den Kriegsgebieten, in denen er aktiv ist, verdächtige Kontakte.
Auf Spendenveranstaltungen traten mehrmals Salafisten-Prediger auf, darunter Abu Baraa und Shaik Abu Anas. 2015 postete Ansaar International ein Video, in dem deutsche Salafisten vor einem ausrangierten Krankenwagen mit Warendorfer Kennzeichen und DRK-Logo in Syrien posieren.
Am 10. April 2019 fanden bundesweite Razzien in den Geschäftsstellen des Vereins statt. Die Ermittler gingen dem Verdacht nach, dass der Verein unter dem Deckmantel humanitärer Hilfe indirekt die terroristische Hamas unterstützt haben könnte. Bundesinnenminister Horst Seehofer verbot die Organisation daraufhin am 5. Mai 2021. Zur Begründung hieß es:

„Die Vereinigung Ansaar International e. V. richtet sich gegen den Gedanken der Völkerverständigung, die verfassungsmäßige Ordnung und verfolgt gegen die Strafgesetze gerichtete Zwecke und Tätigkeiten. Ansaar und ihre Teilorganisationen nutzen ein Geflecht aus Vereinen und Einzelpersonen, um Spenden zu generieren. Diese werden entgegen eigener Angaben nicht nur für humanitäre Zwecke, sondern insbesondere zur Unterstützung terroristischer Organisationen wie Jabhat al-Nusra, Hamas sowie Al-Shabab verwendet. Ansaar betreibt weiterhin aktiv salafistische Missionierung und verbreitet islamistisch-extremistische Inhalte.“

Verboten wurden gleichzeitig die Teilorganisationen Aktion Ansaar Deutschland e. V., das Somalische Komitee Information und Beratung in Darmstadt und Umgebung e. V. (SKIB), Frauenrechte ANS.Justice e. V., Änis Ben-Hatira Help e. V./Änis Ben-Hatira Foundation, Ummashop, Helpstore Secondhand UG, Better World Appeal e. V. sowie ursprünglich auch WorldWide Resistance-Help e. V. (WWR-Help). Die Einstufung als Teilorganisation und damit das Verbot des WWR-Help wurde am 7. Juli 2023 jedoch vom Bundesverwaltungsgericht für rechtswidrig erklärt und aufgehoben. Die Einstufung und das Vereinsverbot für Ansaar International und die übrigen Teilorganisationen wurde vom erst- und letztinstanzlich hierfür zuständigen Bundesverwaltungsgericht mit Urteil vom 21. August 2023 bestätigt.
Auf den Vereinskonten wurde mehr als eine halbe Million Euro sichergestellt.